# 마찰성욕도착증

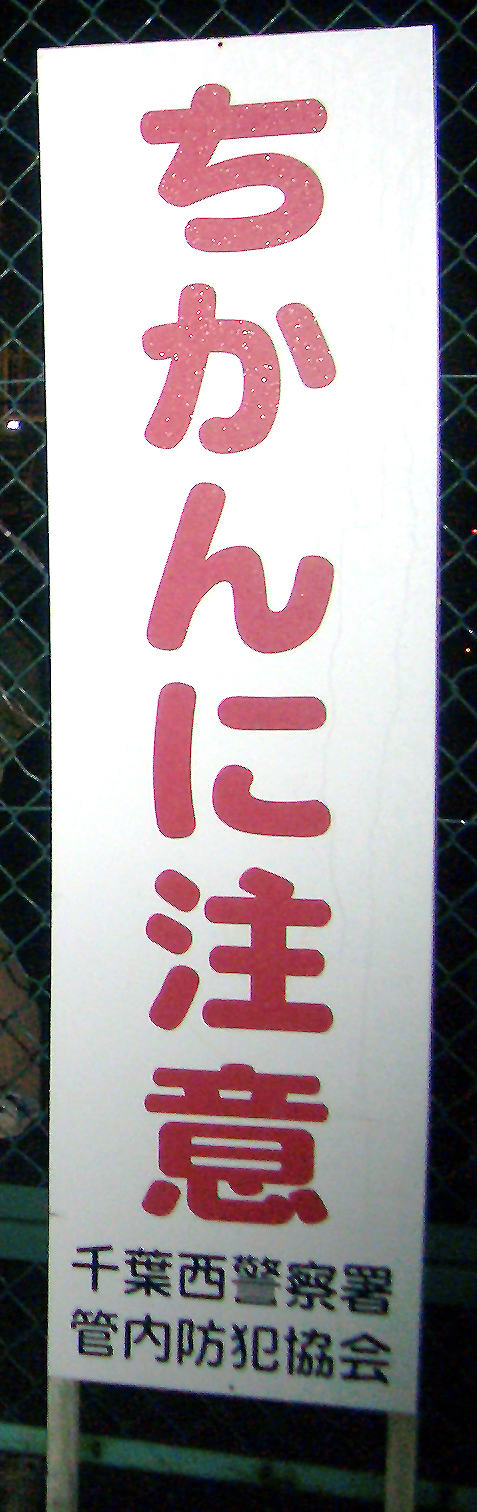

마찰성욕도착증(Frotteurism)은 성적 도착증 중 하나로, 강제로 상대방의 신체를 만지거나 자신의 특정 신체 부위를 상대방에 접촉시켜 성적 흥분을 느끼는 것을 말한다. 대한민국에서는 타인에게 이러한 행위로 피해를 준 경우에는 법적으로 처벌받을 수 있다.

## 같이 보기
- 자위행위
- 비삽입성교
- 성희롱